# ウラジーミル・シュメイコ
ウラジーミル・フィリッポヴィッチ・シュメイコ（Владимир Филиппович Шумейко、Vladimir Filippovich Shumeiko、1945年2月10日 - ）は、ソビエト連邦及びロシアの政治家。エリツィン時代の初期に急進改革派に属し、第一副首相、ロシア連邦議会上院連邦会議初代議長（在任期間:1994年1月13日～1996年1月23日）を歴任した。
1945年2月10日ロストフ・ナ・ドヌに生まれる。1963年クラスノヤルスク工科大学を卒業する。同年電機工場に就職する。1967年ソ連共産党に入党する。電気計器関連企業合同で設計者を皮切りに、技師長、総支配人を歴任する。
政界入りは、1990年のソ連人民代議員大会で民族会議（民族院）評議員に選出されたことに始まる。急進改革派に属し、ボリス・エリツィンに接近する。1991年11月最高会議副議長に就任。1992年6月ロシア連邦政府第一副首相に任命される。エリツィンと議会の間の対立が先鋭化すると、1993年9月1日にエリツィンによって、汚職を理由にシュメイコとアレクサンドル・ルツコイ副大統領は解任されるが、これは、反エリツィン陣営の中心人物となったルツコイを解任するためで、シュメイコは、9月22日に第一副首相に復帰し、1993年10月には出版情報相を兼務する。モスクワ騒乱後、新たに創設された連邦議会の上院連邦会議議員選挙に立候補し、当選する。1994年1月13日初代上院議長に選出された。1996年1月23日まで在職。